# San Quintin (Abra)
San Quintin è una municipalità di quinta classe delle Filippine, situata nella provincia di Abra nella Regione Amministrativa Cordillera.
San Quintin è formata da 6 baranggay:
- Labaan
- Palang
- Pantoc
- Poblacion
- Tangadan
- Villa Mercedes